# 兰福莲花青螺
兰福莲花青螺（学名：Lottia langfordi），是原始腹足目莲花青螺科莲花青螺属的一种。

## 分佈
主要分佈於韩国、越南、台湾，常栖息在潮间带岩礁区。